# Natsværmeren
|  | Denne artikel er oprettet af botten Steenthbot ud fra en ekstern database. Den kan derfor have sproglige fejl eller mangler. Denne skabelon kan fjernes efter kontrol af indholdet. |

Natsværmeren er en dansk eksperimentalfilm fra 1990 instrueret af Susanne Aarestrup.

## Handling
En bevægelse i tid og rum, et forvrænget billlede af virkeligheden, en virkelighed, der for alle er virkelig, en skæbne, der for alle er bestemt.